# Living in the Background
A Living in the Background című album az olasz italo disco csapat Baltimora 1985. szeptember 4-én megjelent stúdióalbuma. Az album az Egyesült Államokban is megjelent 1985. áprilisában. Az albumról 4 dal került kislemezre, úgy mint a Tarzan Boy, Woodie Boogie, Living in the Background, és a Juke Box Boy, mely az eredeti megjelenésre nem került fel, az csupán az 1986-os kanadai változaton hallható.

## Előzmények
Korábban viták támadtak arról, hogy Jimmy McShane csupán az arcát adta a dalokhoz, és a videóklipekhez, és igazából Maurizio Bass és Naimy Hackett énekelnek, akik a dalok producerei és írói is voltak. A Tarzan Boy nemzetközi sikereket ért el, és az Egyesült Államokban is sikerült feljutnia a Billboard Hot 100-as listára, ahol a 13. helyet szerezte meg. A dal az Egyesült Királyságban a 3. helyig jutott a kislemezlistán. A Woody Boogie és a Living in the Background című dalok szintén slágerlistás helyezettek voltak, bár a Tarzan Boy sikerét nem sikerült meglovagolniuk.
Az album legalább három különböző borítóval került forgalomban. A legismertebb a piro borítós megjelenés, ahol McShane a levegőben látható.
Az albumot 1993-ban és 2005-ben is kiadták. és megjelent egy nem hivatalos orosz kiadás is.

## Megjelenések
LP  Németország EMI – 1C 064-11 8726 1
- A1	Tarzan Boy	6:16
- A2	Pull The Wires	4:42
- A3	Living in the Background	6:05
- B1	Woody Boogie	5:52
- B2	Chinese Restaurant	5:11
- B3	Running For Your Love	5:50

## Slágerlista
| Slágerlista (1985)     | Legjobb helyezések | Slágerlistás tartózkodás (heti) |
| ---------------------- | ------------------ | ------------------------------- |
| Canadian Albums Chart  | 49                 | 20                              |
| Italian Albums Chart   | 26                 | ?                               |
| Swedish Albums Chart   | 18                 | 3                               |
| U.S. Billboard Hot 200 | 49                 | 17                              |

Dalok - Billboard (Észak-Amerika)
| Év   | Dal                        | Slágerlistás                   | Helyezés |
| ---- | -------------------------- | ------------------------------ | -------- |
| 1985 | "Tarzan Boy"               | Dance Music/Maxi-Singles Sales | 12       |
| 1985 | "Tarzan Boy"               | Hot Dance Music/Club Play      | 6        |
| 1985 | "Tarzan Boy"               | The Billboard Hot 100          | 13       |
| 1986 | "Living in the Background" | The Billboard Hot 100          | 87       |

## Közreműködő előadók
- Borító [Borító illusztráció] – Michele Bernardi
- Háttérének – Jimmy McShane, Lella Esposito, Malcom Charlton, Moreno Ferrara, Naimy Hackett, Silvano Fossati, Silver Pozzoli
- Dob – Pier Michelatti
- Dobok, Dob programok, Elektromos dobok [Simmons Eds 7] – Gabriele Melotti
- Elektromos gitár – Claudio Bazzari, Giorgio Cocilovo
- billentyűsök, Billentyűs programok [Programmer Cmi Fairlight, Ppg Wave 2.3, Xpander, Oberheim, Yamaha Synthesizer] – Leandro Gaetano
- Dalszöveg – Naimy Hackett
- Mix – Jurgen Koppers
- Zeneszerző – Maurizio Bassi
- Producer, Zongora – Maurizio Bassi
- Felvételvezető – Paolo Mescoli
- Szaxofon – Claudio Pascoli